# Francastel
Francastel település Franciaországban, Oise megyében. Lakosainak száma 499 fő (2022. január 1.). Francastel Auchy-la-Montagne, Crèvecœur-le-Grand, Doméliers, Lachaussée-du-Bois-d’Écu, Luchy, Oursel-Maison, Puits-la-Vallée, Rotangy, Le Saulchoy és Viefvillers községekkel határos.

## Népesség
A település népességének változása:
| Lakosok száma | 464  | 477  | 481  | 479  | 484  | 490  | 497  | 498  | 499  |
|               | 2013 | 2015 | 2016 | 2017 | 2018 | 2019 | 2020 | 2021 | 2022 |